# 나브타 플라야
나브타 플라야(영어: Nabta Playa)는 북아프리카 이집트 누비아 사막에 위치해 있는 유적지로, 카이로에서는 남쪽으로 800km, 아부심벨에서는 남쪽으로 100km가량 떨어져 있다. 기원전 약 7500년 전 이집트의 선사시대를 나타내는 중요한 유적지로 여겨지고 있다.

## 같이 보기
- 이집트의 선사시대
- 나라별 고천문학 유적지 목록